# 27595 Hnath
27595 Hnath è un asteroide della fascia principale. Scoperto nel 2001, presenta un'orbita caratterizzata da un semiasse maggiore pari a 2,7751763 UA e da un'eccentricità di 0,0396859, inclinata di 9,25119° rispetto all'eclittica.